# Митинка (Астраханская область)
Митинка — упразднённый посёлок в Енотаевском районе Астраханской области России. Входил в состав Табун-Аральского сельсовета. Исключен из учётных данных в 1998 г.

## География
Посёлок располагался на левом берегу реки Волга, в 16 км (по прямой) к юго-востоку от села Табун-Арал, центра сельского поселения.
Климат умеренный, резко континентальный. Характеризуется высокими температурами летом и низкими — зимой, малым количеством осадков, а также большими годовыми и летними суточными амплитудами температуры воздуха.

## История
В 1969 году Указом Президиума ВС РСФСР посёлок МТФ № 2 колхоза «Победа» Сероглазовского сельсовета переименован в Митинку. В 1981 году передан в состав Табун-Аральского сельсовета. Исключен из учётных данных законом Астраханского облсобрания от 18 мая 1998 года № 24.